# Туркменский дутар
Дутар (туркм. dutar) — туркменский национальный струнный инструмент, являющийся неотъемлемой частью самобытной и богатой музыкальной культуры Туркменистана.

## Международное признание
В декабре 2021 года Межправительственный комитет по охране нематериального культурного наследия ЮНЕСКО включил туркменское национальное мастерство изготовления дутара и искусство игры на нем с песенным сопровождением в Репрезентативный список нематериального культурного наследия человечества.

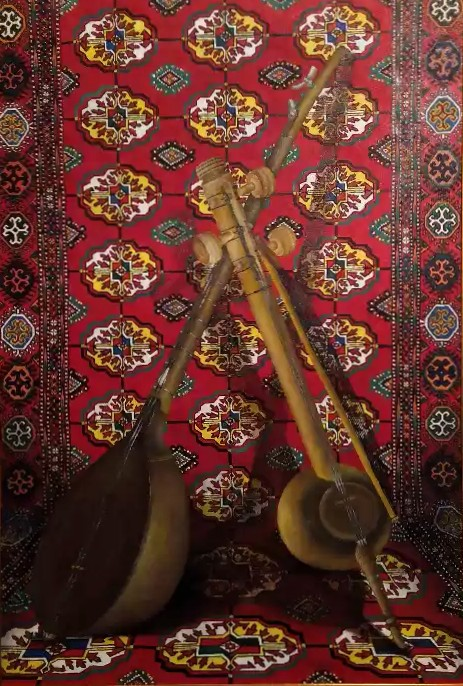
Туркменские музыкальные инструменты дутар и гыджак

## Изготовление
Самым лучшим деревом для изготовления дутара считается тутовник, возраст которого не менее пятидесяти лет. Такой дутар получается как легким, так и прочным и обладает великолепными резонансными способностями, а звуки выходят сочными и неповторимыми.
Толщина корпуса и крышки дутара должна аккуратно подгоняться мастерами, которые для этого используют измерительные приборы, линейки, некоторые делают расчеты на глаз. Заготовки делаются сразу не только для одного дутара, но и рассчитаны на изготовление большого количества инструментов на годы вперед, при этом качество дерева заготовок с годами улучшается.

## Исполнение
Туркменские музыканты, играющие на дутаре и исполняющие песни, именуются бахши или сазанда. Этимология названия бахши связана со значением «дарующий, посвящающий».
Ежегодно, во второе воскресенье сентября, в Туркменистане отмечается День туркменского бахши.

## Интересные факты
- В 1963 году советским туркменским кинорежиссером Б. Мансуровым на киностудии «Туркменфильм» был снят фильм «Состязание» (туркм. Şükür bagşy), по сюжету которого прославленный туркменский бахши Шукур выигрывает состязание по игре в дутар у персидского дутариста, благодаря чему его брат освобождается из персидского плена.
- Искусство игры на туркменском дутаре преподается в Туркменском государственном музыкальном училище им. Данатара Овезова.[4]
- В Туркменистане учреждено почетное звание «Türkmenistanyň halk bagşysy» — (русск. «Народный бахши Туркменистана»), которое присваивается наиболее выдающимся дутаристам страны.